# Maniwa (distrito)
Maniwa (真庭郡; Maniwa-gun) é um distrito localizado na Província de Okayama, Japão.
Em 1 de Maio de 2004 a população do distrito era estimada em 48 246 habitantes e a densidade populacional era de 50,53 habitantes por quilômetro km². A área total é de 824,35 km².
Em 2005 as cidades e vilas de Chuka, Katsuyama, Kawakami, Kuse, Mikamo, Ochiai, Yatsuka, Yubara, assim como a vila vizinha de Hokubo se uniram para formar a nova cidade de Maniwa. Atualmente apenas as vilas de Shinjo continuam fazendo parte do distrito de Maniwa.

## Cidades e vilas que faziam parte do distrito
- Chuka
- Katsuyama
- Kawakami
- Kuse
- Mikamo
- Ochiai
- Shinjo
- Yatsuka
- Yubara

## Cidades e vilas que fazem parte do apos a fusão da cidade de Maniwa
- Shinjo